# Gerbod der Flame
Gerbod der Flame († nach 1075) war ein flämischer Ritter und Earl of Chester im 11. Jahrhundert.
Wie Ordericus Vitalis berichtet, wurde Gerbod der Flame (Gherbodo Flandrensi) im Jahr 1070 von Wilhelm dem Eroberer mit der Grafschaft Chester beliehen. Offenbar hatte er sich zuvor bei der Eroberung Englands verdient gemacht. Aber schon im Jahr darauf wurde er von seinen Gefolgsleuten in die flämische Heimat zurückgerufen, da seine dort befindlichen Güter bedroht wurden. In diesem Jahr war in Flandern ein Erbfolgekampf um die Herrschaft zwischen Robert dem Friesen und dessen Neffen, Graf Arnulf III., ausgebrochen.
Wie Vitalis weiter berichtet, sei Gerbod kaum in Flandern zurückgekehrt in die Gefangenschaft seiner Feinde gefallen und bald darauf gestorben, was aber offensichtlich falsch ist. Denn zwei flämische Chroniken nennen ihn als Teilnehmer der entscheidenden Schlacht von Cassel (22. Februar 1071), in der er auf der Seite Roberts des Friesen kämpfte und den jungen Grafen Arnulf III. erschlug. Trotz des so errungenen Sieges wurde Gerbod, nach dem Bericht des Giselbert von Mons, aufgrund seiner Tat von einer tiefen Reue befallen und sei deshalb nach Rom gepilgert, um dort beim Papst persönlich um Absolution zu bitten. Nachdem er seine Standhaftigkeit bewiesen hatte, indem er sich die Hand, mit welcher er den Grafen getötet hatte, amputieren ließ, gewährte ihm Papst Gregor VII. die Absolution. Auf einen päpstlichen Rat hin entsagte Gerbod dem weltlichen Leben und trat als Mönch in das Benediktinerkloster Cluny ein.
Gerbod ist letztmals in einer um 1075 ausgestellten Urkunde an den Abt von Saint-Bertin belegt, die er als advocatus dieser Abtei bezeugte. Er hatte eine Schwester, Gundrada († 1085), die mit William de Warenne, 1. Earl of Surrey, verheiratet war.